# Piqua (Kansas)
Piqua – jednostka osadnicza w Stanach Zjednoczonych, w stanie Kansas, w hrabstwie Woodson.